# السموم الكبدية
السموم الكبدية هي مواد كيميائية سامة تدمر الكبد.
يمكن أن تكون سموم الكبد أثر جانبي، ولكنها توجد طبيعيًا أيضًا، مثل:الميكروسيستين (microcystins) وقلويدات البيروليزيدين (pyrrolizidine alkaloids)، أو في البيئات المختبرية مثل: رابع كلوريد الكربون، أو بطريقة أكثر انتشارًا في صورة الإيثانول (شرب الكحول).
تعتمد تأثيرات السموم الكبدية على كمية السم ونقطة دخوله وسرعة انتشاره و كما تعتمد على صحة الشخص.
يوجد للسموم الكبدية داخلية المنشأ (النوع الأول) تأثيرًا يمكن التنبؤ به ويعتمد على الجرعة، ولا يمكن التنبؤ بتفاعلات التحساس الذاتية للسموم الكبدية (النوع الثاني)، ولا تعتمد على الجرعة، كما يبدو أن المتعرض لها هو الذي يحددها. يُشار إلى المركبات التي تؤثر بطريقة تفضيلية على القنوات الصفراوية باسم "الركود الصفراوي"، ومن أحد الأمثلة على ذلك الكلوربرومازين (chlorpromazine)، بينما تسمى تلك التي تستهدف في الغالب خلايا الكبد نفسها باسم "الخلايا الكبدية"، ومن أحد الأمثلة على ذلك الباراسيتامول(paracetamol). ومن غير الشائع أن تكون السمية "مختلطة" التي تؤثر على كل من القنوات الصفراوية وخلايا الكبد. تتميز الإصابة الخلوية الكبدية سريريًا بارتفاع نسبة ناقلة امين الالانين (ALT) إلى الفوسفاتاز القلوي (ALP)، والإصابة بالركود الصفراوي بنسبة أقل.

## المواد السامة للكبد
- ألفا أمانيتين، وهو سم خلوي مميت موجود في فطر أمانيتا فالويدس (غطاء الموت)-داخلي المنشأ
- الأفلاتوكسين-داخلي المنشأ
- الإيثانول-داخلي المنشأ
- الهالوثان [1] -تحساسي ذاتي
- الباراسيتامول-داخلي المنشأ
- قلويدات البيروليزيدين، توجد في العديد من النباتات في عائلات البوراجيناسيا، والمركبات، والبقوليات - داخلي المنشأ
- لوتيوسكيرين
- الكافا (متنازع عليها) - تحساسي ذاتي
- كحول الأليل - داخلي المنشأ
- الوبيورينول - تحساسي ذاتي
- الأميودارون - تحساسي ذاتي
- أروكلور 1254 [الإنجليزية]
- الزرنيخ - داخلي المنشأ
- كاربامازيبين - تحساسي ذاتي
- رابع كلوريد الكربون - داخلي المنشأ
- الكلوربرومازين - تحساسي ذاتي
- كوكاثيلين
- ديكلوفيناك - تحساسي ذاتي
- ثنائي إيثيل نيتروسامين
- ثنائي ميثيل فورماميد
- ديكوات
- إيتوبوسيد
- الإندوميتاسين - تحساسي ذاتي
- المستنشقات
- إيبرونيازيد (مسحوب)–تحساسي ذاتي
- ميثابيريلين
- الميثوتريكسيت
- 3-ميثيل كولانثرين . [2]
- جميع البنسلينات-تحساسي ذاتي
- المضادات الحيوية السلفوناميدية-تحساسي ذاتي
- مضادات الاكتئاب ثلاثية الحلقات-تحساسي ذاتي

## أنظر أيضا
- السموم الفطرية
- السمية الكبدية
- السمية الكلوية
- السمية العصبية
- السمية الأذنية